# Grand Prix Singapuru 2008
Grand Prix Singapuru 2008 (oficiálně I SingTel Singapore Grand Prix), byl patnáctý závod 59. ročníku mistrovství světa jezdců Formule 1 a 50. ročníku poháru konstruktérů. Šlo o historicky 800. grand prix a první závod za umělého osvětlení. Závod se odehrál na novém městském okruhu v Singapuru, šlo o první závod Formule 1 v Singapuru.

## Společenské a doprovodné akce

### Společenské akce
Nejvíce byl vidět na společenských akcích Mark Webber, nejprve se učil novému sportu v tréninkovém centru thajského boxu, a posléze se spolu se Sebastianem Vettelem naučili mixovat známý Singapore Sling cocktail, vše se odehrálo v Long Bar, který se nachází v Hotelu Raffles [nedostupný zdroj]. Stejně jako na všech předchozích závodech i zde byla přítomna desítka dívek ze kterých vzešla vítězka titulu Formula una. Tou nejšťastnější byla Esther Leong, zatímco Wong Shuwen, pojede do Brazílie na finále Formula Una.

### Závody
Mezi doprovodnými závody byla i asijská série Formule BMW pojmenovaná Formula BMW Pacifik, v závodě na deset kol si nejlépe počínal rumunský pilot Doru Sechelariu (tým Meritus). Třetím místem si titul zajistil týmový kolega rumunského jezdce, Ross Jamison z Hongkongu, spolu tak dovezli i tým Meritus k titulu mezi týmy. Další sérií která se představila singapurským divákům, byla AMAC Aston Martin Asia Cup, vítězem se stal Kota Sasaki z Japonska pře veteránem a bývalým pilotem F1 Christianem Dannerem, třetí dojel domácí pilot Ringo Chiny. Devátým závodem se v Singapuru prezentovala i série Porsche Carrera Cup Asia, jejímž hlavním hrdinou byl domácí pilot Melvin Choo Kwok Ming, který je zároveň vedoucím závodníkem třídy B. Darryl O’Young byl nejrychlejší v celkovém pořadí a stejná příčka mu patři i v průběžném pořadí celého poháru.

## Průběh závodu
Poprvé v 59leté historii formule 1 se jela Grand Prix za umělého osvětlení. Největší výzvou pro italského specialistu Valeria Maiolia, který osvětlení pro závod připravoval, bylo zajištění dostatečného osvícení bez možnosti přímého oslnění všech účastníků, při jakékoliv situaci na trati. Aby světlo nenavozovalo dojem zrychlovaní či zpomalování, bylo nutné umístit 10 metru vysoké sloupy jen 32 metrů od sebe, na celou trať bylo zapotřebí 230 sloupů na kterých bylo celkem 1600 světelných projektorů. Dvanáct generátorů o celkovém výkonu 3,2 MW zajišťovalo elektrickou energii dle požadavků FIA, tak aby za žádných okolností nenastala na žádném úseku trati tma. Celý systém byl jištěn záložními generátory a používal výhradně vlastní zdroje výroby energie. Intenzita osvětlení trati v Singapuru byla čtyřnásobně větší než je běžné u fotbalového zápasu. Spuštění celého systému se děje postupně a dosažení plného výkonu z hlediska teploty, barvy a intenzity je po asi 20 až 30 minutách. Další novinkou, která se uplatnila při Grand Prix Singapuru, byla signalizace. Na místo běžně užívané signalizace barevných vlajek, byly kolem trati rozmístěny digitální tabule s LED diodami, které svítily barvou dané vlajky.

### Tréninky

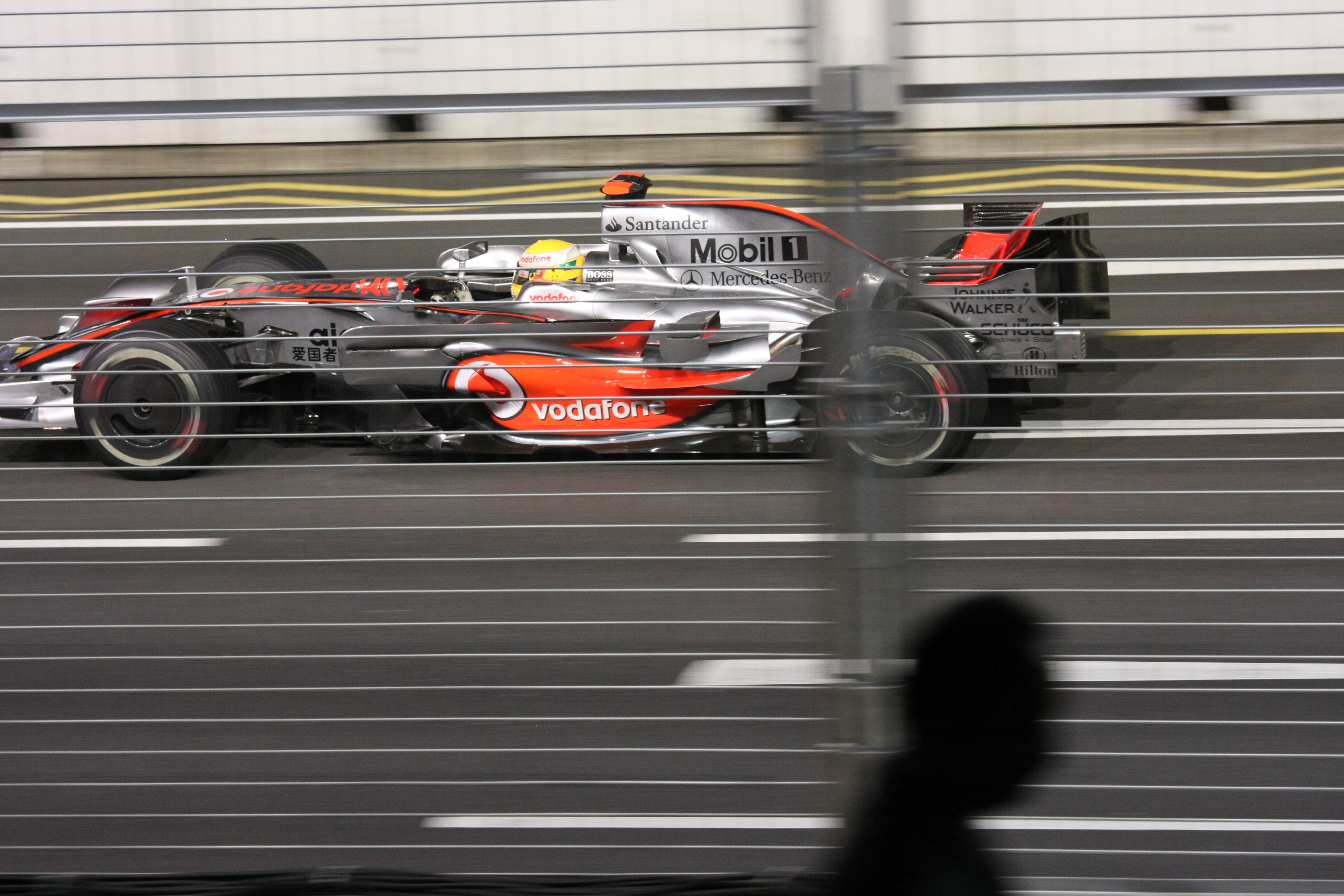
Vůz McLaren Lewise Hamiltona během závodu

První páteční trénink se odehrál v opatrném duchu a většina týmu si nový okruh jen oťukávala. Jak se dalo předpokládat jako první se na dráze objevily vozy z chvostu startovního pole, Honda Jensona Buttona a Force India Giancarla Fisichelli. Přesto nedokázali zajet rychlé časy a tak se nejrychlejším časem blýskl nejprve Timo Glock s Toyotu a posléze i Fernando Alonso na Renaultu. Z hlavních favoritu do boje s časem zasáhl Lewis Hamilton s vozem McLaren a ujal se vedení výkonem 1:47,160. Proti ale byl, dvojnásobný mistr světa Alonso a po něm i dvojice na rudých vozech z Maranella, Räikkönen a Massa.
U McLarenu se s danou situací nehodlali smířit a poslali znovu na trať Hamilton, který jen těsně překonal Räikkönena, který mohl vzápětí kontrovat ještě lepším časem, ale udělal chybu v třetím měřeném sektoru. Tato chyba ho stála i průběžné druhé místo, protože se před něj dostal i jeho týmový kolega Massa. Druhý pilot McLarenu Heikki Kovalainen ztrácel na vedoucí trojici sekundu. Pátá příčka patřila Robertu Kubicovi s BMW. Šestý byl Nico Rosberg a až sedmý čas si připsal Alonso, nejlepší desítku uzavírali Haidfield a Piquet. Prvním pilotem, který na nové trati havaroval byl Australan Mark Webber, jenž havaroval hned v úvodu tréninku. Hned poté ho následoval Rubens Barrichello, jehož vůz musel být odstraněn z trati za pomocí těžké techniky. Nejproblematičtější částí okruhu byla poslední zatáčka před nájezdem na cílovou rovinku, kde měli problémy i zkušení piloti jako je Trulli a Kubica.

## Výsledky
- 20. vítězství  « Fernanda Alonsa »
- 34. vítězství pro  « Renault »
- 20. vítězství pro  « Španělsko »
- 120. vítězství pro vůz se startovním číslem « 5 »
- 1. vítězství z 15. místa na startu

| Legenda k tabulce | Legenda k tabulce                                                                       |
| Barva             | Výsledek                                                                                |
| ----------------- | --------------------------------------------------------------------------------------- |
| Zlatá             | Vítěz                                                                                   |
| Stříbrná          | 2. místo                                                                                |
| Bronzová          | 3. místo                                                                                |
| Zelená            | Bodované umístění                                                                       |
| Modrá             | Nebodované umístění                                                                     |
| Modrá             | Dokončil neklasifikován (NC)                                                            |
| Fialová           | Odstoupil (Ret)                                                                         |
| Červená           | Nekvalifikoval se (DNQ)                                                                 |
| Červená           | Nepředkvalifikoval se (DNPQ)                                                            |
| Černá             | Diskvalifikován (DSQ)                                                                   |
| Bílá              | Nestartoval (DNS)                                                                       |
| Bílá              | Závod zrušen (C)                                                                        |
| Světle modrá      | Pouze trénoval (PO)                                                                     |
| Světle modrá      | Páteční testovací jezdec (TD)                                                           |
| Bez barvy         | Netrénoval (DNP)                                                                        |
| Bez barvy         | Vyřazen (EX)                                                                            |
| Bez barvy         | Nepřijel (DNA)                                                                          |
| Bez barvy         | Odvolal účast (WD)                                                                      |
| Bez barvy         | Nezúčastnil se (prázdné)                                                                |
| Označení          | Význam                                                                                  |
| Tučnost           | Pole position                                                                           |
| Kurzíva           | Nejrychlejší kolo                                                                       |
| †                 | Jezdec nedojel do cíle, ale byl klasifikován, protože odjel více než 90 % délky závodu. |
| ‡                 | Byl udělován poloviční počet bodů, protože bylo odjeto méně než 75 % délky závodu.      |
| Horní index       | Umístění bodujících jezdců ve sprintu                                                   |

| Pozice | č.  | Jezdec               | Vůz               | Kolo | Čas              | +/- | Pole | Body | Nej. kolo      | 1. Pitstop     | 2. Pitstop   | 3. Pitstop   |
| ------ | --- | -------------------- | ----------------- | ---- | ---------------- | --- | ---- | ---- | -------------- | -------------- | ------------ | ------------ |
| 1      | 5.  | Fernando Alonso      | Renault R28       | 61   | 1:57:16.304      | 14  | 15   | 10   | 1:45.768       | 12. / 28.146   | 41. / 26.160 |              |
| 2      | 7.  | Nico Rosberg         | Williams FW30     | 61   | á 0:02,957       | 6   | 8    | 8    | 1:46.454 (5)   | 15. / 27.216   | 28. / 28.951 | 40. / 27.090 |
| 3      | 22. | Lewis Hamilton       | McLaren MP4-23    | 61   | á 0:05,917       | 1   | 2    | 6    | 1:46.072 (4.)  | 17. / 32.638   | 42. / 25.945 |              |
| 4      | 12. | Timo Glock           | Toyota TF108      | 61   | á 0:08,155       | 3   | 7    | 5    | 1:47.044 (8.)  | 17. / 30.519   | 46. / 24.648 |              |
| 5      | 15. | Sebastian Vettel     | Toro Rosso STR3   | 61   | á 0:10,268       | 1   | 6    | 4    | 1:47.271 (9.)  | 17. / 30.488   | 43. /25.779  |              |
| 6      | 3.  | Nick Heidfeld        | BMW Sauber F1.08  | 61   | á 0:11,101       | 3   | 9    | 3    | 1:47.306 (11.) | 17. / 27.874   | 43. / 25.125 |              |
| 7      | 9.  | David Coulthard      | Red Bull RB4      | 61   | á 0:16,387       | 2   | 9    | 2    | 1:47.562 (13.) | 14. / 41.286   | 42. / 28.336 |              |
| 8      | 8.  | Kazuki Nakadžima     | Williams FW30     | 61   | á 0:18,489       | 2   | 10   | 1    | 1:47.287 (10.) | 17. / 28.094   | 42. / 26.820 |              |
| 9      | 16  | Jenson Button        | Honda RA108       | 61   | á 0:19,885       | 3   | 12   |      | 1:48.128 (15.) | 17. / 26.999   | 35. / 26.839 |              |
| 10     | 23. | Heikki Kovalainen    | McLaren MP4-23    | 61   | á 0:26,902       | 5   | 5    |      | 1:47.337 (12.) | 17. / 34.363   | 34. / 26.696 |              |
| 11     | 4.  | Robert Kubica        | BMW Sauber F1.08  | 61   | á 0:27,975       | 7   | 4    |      | 1:46.899 (6.)  | 16. / 29.399   | 27. / 28.782 |              |
| 12     | 14. | Sébastien Bourdais   | Toro Rosso STR3   | 61   | á 0:29,432       | 5   | 17   |      | 1:47.820 (14.) | 18. / 25.681   | 33. / 27.991 |              |
| 13     | 2.  | Felipe Massa         | Ferrari F2008     | 61   | á 0:35,170       | 12  | 1    |      | 1:45.757       | 17. / 2:03.359 | 24. / 15.786 | 31. / 25.866 |
| 14     | 21. | Giancarlo Fisichella | Force India VJM01 | 61   | á 0:43,571       | 6   | 20   |      | 1:49.101 (16.) | 29. / 31.375   |              |              |
| 15     | 1.  | Kimi Räikkönen       | Ferrari F2008     | 57   | á 4 kola /Nehoda | 12  | 3    |      | 1:45.599       | 17. / 49.568   | 50. / 24.974 |              |
| Pozice | č.  | Odstoupili           | Vůz               | Kolo | Důvod            | +/- | Pole | Body | Nej. kolo      | 1. Pitstop     | 2. Pitstop   | 3. Pitstop   |
| Ret    | 11. | Jarno Trulli         | Toyota TF108      | 50   | Hydraulika       | 6   | 11   |      | 1:46.972 (7.)  | 33. / 28.346   |              |              |
| Ret    | 20. | Adrian Sutil         | Force India VJM01 | 49   | Nehoda           | 16  | 19   |      | 1:49.270 (18.) | 17. / 30.550   | 39. / 27.725 |              |
| Ret    | 10. | Mark Webber          | Red Bull RB4      | 29   | Rozvody          | 18  | 13   |      | 1:49.183 (17.) | 14. / 31.518   |              |              |
| Ret    | 17. | Rubens Barrichello   | Honda RA108       | 14   | Motor            | 16  | 18   |      | 1:50.320 (19.) | 14. / 28.532   |              |              |
| Ret    | 6.  | Nelson Piquet Jr.    | Renault R28       | 13   | Nehoda           | 16  | 16   |      | 1:50.449 (20.) |                |              |              |

## Nejrychlejší kolo
Kimi Räikkönen- Ferrari-1:45.599
- 35. nejrychlejší kolo «Kimi Räikkönena
- 216. nejrychlejší kolo pro « Ferrari (« nový rekord)
- 65. nejrychlejší kolo pro « Finsko
- 129. nejrychlejší kolo pro vůz se startovním číslem « 1 (« nový rekord)

## Postavení na startu
Felipe Massa - Ferrari-1:44.801
- 14. Pole position pro « Felipeho Massu
- 202. Pole position pro « Ferrari  (« nový rekord )
- 123. Pole position pro « Brazílii
- 90. Pole position pro vůz se startovním číslem « 2
- 23× první řadu získali « Felipe Massa
- 19× první řadu získali « Lewis Hamilton »
- 344× první řadu získalo « Ferrari » (« nový rekord »)
- 236× první řadu získal « McLaren »
- 451× první řadu získala « Velká Británie » (« nový rekord »)
- 207× první řadu získala « Brazílie

| *                                                          | *                                                       | Kvalifikace III.                     | Kvalifikace II.                      | Kvalifikace I.                          |
| ---------------------------------------------------------- | ------------------------------------------------------- | ------------------------------------ | ------------------------------------ | --------------------------------------- |
|                                                            | _______1_______ Felipe Massa Ferrari 1:44.801           | Felipe Massa Ferrari 1:44.801        | Felipe Massa Ferrari 1:44.014        | Kimi Räikkönen Ferrari 1:44.282         |
| _______2_______ Lewis Hamilton McLaren 1:45.465            |                                                         | Lewis Hamilton McLaren 1:45.465      | Heikki Kovalainen McLaren 1:44.207   | Heikki Kovalainen McLaren 1:44.311      |
|                                                            | _______3_______ Kimi Räikkönen Ferrari 1:45.617         | Kimi Räikkönen Ferrari 1:45.617      | Kimi Räikkönen Ferrari 1:44.232      | Lewis Hamilton McLaren 1:44.501         |
| _______4_______ Robert Kubica BMW 1:45.779                 |                                                         | Robert Kubica BMW 1:45.779           | Sebastian Vettel Toro Rosso 1:44.261 | Felipe Massa Ferrari 1:44.519           |
|                                                            | _______5_______ Heikki Kovalainen McLaren 1:45.873      | Heikki Kovalainen McLaren 1:45.873   | Nico Rosberg Williams 1:44.429       | Robert Kubica BMW 1:44.740              |
| _______6_______ Sebastian Vettel Toro Rosso 1:46.244       |                                                         | Nick Heidfeld BMW 1:45.964           | Timo Glock Toyota 1:44.441           | Fernando Alonso Renault 1:44.971        |
|                                                            | _______7_______ Timo Glock Toyota 1:46.328              | Sebastian Vettel Toro Rosso 1:46.244 | Robert Kubica BMW 1:44.519           | Sebastian Vettel Toro Rosso 1:45.042    |
| _______8_______ Nico Rosberg Williams 1:46.611             |                                                         | Timo Glock Toyota 1:46.328           | Nick Heidfeld BMW 1:44.520           | Nico Rosberg Williams 1:45.103          |
|                                                            | _______9_______ Nick Heidfeld¹ BMW 1:45.964             | Nico Rosberg Williams 1:46.611       | Kazuki Nakadžima Williams 1:44.826   | Kazuki Nakadžima Williams 1:45.127      |
| _______10_______ Kazuki Nakadžima Williams 1:47.547        |                                                         | Kazuki Nakadžima Williams 1:47.547   | Lewis Hamilton McLaren 1:44.932      | Timo Glock Toyota 1:45.184              |
|                                                            | _______11_______ Jarno Trulli Toyota 1:45.038           |                                      | Jarno Trulli Toyota 1:45.038         | Mark Webber Red Bull 1:45.493           |
| _______12_______ Jenson Button Honda 1:45.133              |                                                         |                                      | Jenson Button Honda 1:45.133         | Nick Heidfeld BMW 1:45.548              |
|                                                            | _______13_______ Mark Webber Red Bull 1:45.212          |                                      | Mark Webber Red Bull 1:45.212        | Jarno Trulli Toyota 1:45.642            |
| _______14_______ David Coulthard Red Bull 1:45.298         |                                                         |                                      | David Coulthard Red Bull 1:45.298    | Jenson Button Honda 1:45.660            |
|                                                            | _______15_______ Fernando Alonso Renault ------         |                                      | Fernando Alonso Renault ------       | David Coulthard Red Bull 1:46.028       |
| _______16_______ Nelson Piquet Jr. Renault 1:46.037        |                                                         |                                      |                                      | Nelson Piquet Jr. Renault 1:46.037      |
|                                                            | _______17_______ Sébastien Bourdais Toro Rosso 1:46.389 |                                      |                                      | Sébastien Bourdais Toro Rosso 1:46.389  |
| _______18_______ Rubens Barrichello Honda 1:46.583         |                                                         |                                      |                                      | Rubens Barrichello Honda 1:46.583       |
|                                                            | _______19_______ Adrian Sutil Forza India 1:47.940      |                                      |                                      | Adrian Sutil Forza India 1:47.940       |
| _______20_______ Giancarlo Fisichella ² Force India ------ |                                                         |                                      |                                      | Giancarlo Fisichella Force India ------ |

- ¹ Nick Heidfeld penalizován odsunutím o tři místa na startu za blokování Barrichella při kvalifikaci
- ² Giancarlo Fisichella startoval z boxu.

## Tréninky
| *  | I. Trénink                                | *  | II. Trénink                               | *  | III. Trénink                              |
| -- | ----------------------------------------- | -- | ----------------------------------------- | -- | ----------------------------------------- |
| 1  | Lewis Hamilton McLaren 1:45.518           | 1  | Fernando Alonso Renault 1:45.654          | 1  | Fernando Alonso Renault 1:44.506          |
| 2  | Felipe Massa Ferrari 1:45.598             | 2  | Lewis Hamilton McLaren 1:45.752           | 2  | Lewis Hamilton McLaren 1:45.119           |
| 3  | Kimi Räikkönen Ferrari 1:45.961           | 3  | Felipe Massa Ferrari 1:45.793             | 3  | Felipe Massa Ferrari 1:45.246             |
| 4  | Heikki Kovalainen Mclaren 1:46.463        | 4  | Heikki Kovalainen Mclaren 1:45.797        | 4  | Nelson Piquet Jr. Renault 1:45.249        |
| 5  | Robert Kubica BMW 1:46.618                | 5  | Nico Rosberg Williams 1:46.164            | 5  | Nico Rosberg Williams 1:45.386            |
| 6  | Nico Rosberg Williams 1:46.710            | 6  | Robert Kubica BMW 1:46.384                | 6  | Jenson Button Honda 1:45.409              |
| 7  | Fernando Alonso Renault 1:46.725          | 7  | Kimi Räikkönen Ferrari 1:46.580           | 7  | Robert Kubica BMW 1:45.425                |
| 8  | Nick Heidfeld BMW 1:46.964                | 8  | Jenson Button Honda 1:46.901              | 8  | Mark Webber Red Bull 1:45.450             |
| 9  | Nelson Piquet Jr. Renault 1:47.175        | 9  | Kazuki Nakadžima Williams 1:47.013        | 9  | Sebastian Vettel Toro Rosso 1:45.477      |
| 10 | Jenson Button Honda 1:47.277              | 10 | Timo Glock Toyota 1:47.046                | 10 | Sébastien Bourdais Toro Rosso 1:45.599    |
| 11 | Sebastian Vettel Toro Rosso 1:47.570      | 11 | Mark Webber Red Bull 1:47.137             | 11 | Nick Heidfeld BMW 1:45.689                |
| 12 | Kazuki Nakadžima Williams 1:47.662        | 12 | Nelson Piquet Jr. Renault 1:47.145        | 12 | Kazuki Nakadžima Williams 1:45.982        |
| 13 | Timo Glock Toyota 1:47.706                | 13 | Sebastian Vettel Toro Rosso 1:47.300      | 13 | Heikki Kovalainen Mclaren 1:45.982        |
| 14 | Sébastien Bourdais Toro Rosso 1:48.097    | 14 | Sébastien Bourdais Toro Rosso 1:47.487    | 14 | Rubens Barrichello Honda 1:46.073         |
| 15 | David Coulthard Red Bull 1:48.517         | 15 | David Coulthard Red Bull 1:47.640         | 15 | Timo Glock Toyota 1:46.180                |
| 16 | Rubens Barrichello Honda 1:48.725         | 16 | Nick Heidfeld BMW 1:47.760                | 16 | Jarno Trulli Toyota 1:46.221              |
| 17 | Adrian Sutil Force India 1:48.839         | 17 | Giancarlo Fisichella Force India 1:47.965 | 17 | Kimi Räikkönen Ferrari 1:46.482           |
| 18 | Giancarlo Fisichella Force India 1:48.906 | 18 | Rubens Barrichello Honda 1:48.009         | 18 | David Coulthard Red Bull 1:46.794         |
| 19 | Jarno Trulli Toyota 1:49.064              | 19 | Jarno Trulli Toyota 1:48.059              | 19 | Giancarlo Fisichella Force India 1:47.166 |
| 20 | Mark Webber Red Bull 1:53.703             | 20 | Adrian Sutil Force India 1:48.311         | 20 | Adrian Sutil Force India 1:47.727         |

## Zajímavosti
- 1. vítězství a pódium pro Fernanda Alonsa v této sezoně
- 1. vítězství pro Renault v této sezoně
- Nejlepší umístění pro Nica Rosberga a Williams

| Pole position | Vítězství       | Nej. kolo      |
| Brazílie      | Španělsko       | Finsko         |
| Felipe Massa  | Fernando Alonso | Kimi Räikkönen |
| Ferrari F2008 | Renault R28     | Ferrari F2008  |
| 1'44.801      | 1:57'16.304     | 1'45.599       |
| 174.056 km/h  | 158.139 km/h    | 172.740 km/h   |
| ------------- | --------------- | -------------- |